# Саатсе
Са́атсе (эст. Saatse), на местном наречии Сатсеринна ~ Саатсыринна ~ Саатсеринна ~ Саадсерин(н)а (Satserinna ~ Saatsõrinna ~ Saatserinna ~ Saadserin(n)a), на письме ранее также Сатсери (Satseri)  — деревня в волости Сетомаа уезда Вырумаа, Эстония. Исторически относится к нулку Саатсеринна.
До административной реформы местных самоуправлений Эстонии 2017 года входила в состав волости Вярска уезда Пылвамаа.

## География и описание
Расположена в 45 километрах к востоку от уездного центра — города Выру, и в 12 километрах к юго-востоку от волостного центра — посёлка Вярска, у российско-эстонской границы. Расстояние до Псковского озера — 6 км. Высота над уровнем моря — 58 метров.
Климат переходный от морского к континентальному. Официальный язык — эстонский. Почтовый индекс — 64037.

## Население
По данным переписи населения 2021 года, в Саатсе проживали 96 человек, из них 74 (77,9 %) — эстонцы.
По данным переписи населения 2011 года, в деревне проживал 71 человек, из них 66 (93,0 %) — эстонцы (сету в перечне национальностей выделены не были).
Численность населения деревни Саатсе по данным переписей населения:
| Год  | 1979 | 1989  | 2000 | 2011 | 2021 |
| ---- | ---- | ----- | ---- | ---- | ---- |
| Чел. | 149  | ↘ 134 | ↘ 84 | ↘ 71 | ↗ 96 |

## История
Деревня впервые упоминается в письменных источниках 1627 года как Горки. В счётных книгах Псковщины в 1710 году упоминается Зачеренская волость и деревня Горкина; в источниках 1783 года упоминается Зачеренский погост (от него затем произошло название деревни Зачеренье), 1904 года — Korki, Satserinna, Го́рки, Зачере́нье, 1923 года — Satserina, 1928 года — Satseri.
На военно-топографических картах Российской империи (1846–1867 годы), в состав которой входила Лифляндская губерния, деревня обозначена как Зачеренье.
В 1673 году в деревне уже была первая деревянная церковь. В 1801 году было завершено строительство Зачеренской православной церкви святой Параскевы Пятницы.
На эстонском языке ранее использовалось название деревни Сатсерин(н)а, название Саатсе было официально утверждено в 1977 году, когда в период кампании по укрупнению деревень с Саатсе была объединена деревня Тсютски (эст. Tsütski, русское название — Чудской Конец, на военно-топографических картах Российской империи — Конецъ Чутской).
В 1977—1997 годах в состав деревни Саатсе входили деревни Литвина и Самарина.

## Инфраструктура
По состоянию на 2023 года в деревне работал продуктовый магазин «Saatse», дом престарелых «Värska Südamekodu». В соседней деревне Самарина работает краеведческий музей Саатсе.

## Происхождение топонима
По мнению эстонского языковеда Яака Симма, название деревни Зачеренье происходит от слова «черень» (дубовый лес); Зачеренье означает «расположенный за дубовым лесом». Того же мнения придерживается языковед Тартуского университета Анжелика Штейнгольде.
В России очень распространены такие названия деревень, как Гора, Горы, Горки, произошедшие от слова «гора» в значении «земная возвышенность». Название Горка может также происходить от личного имени Георгий. До лета 2006 года работала основная школа.

## Галерея

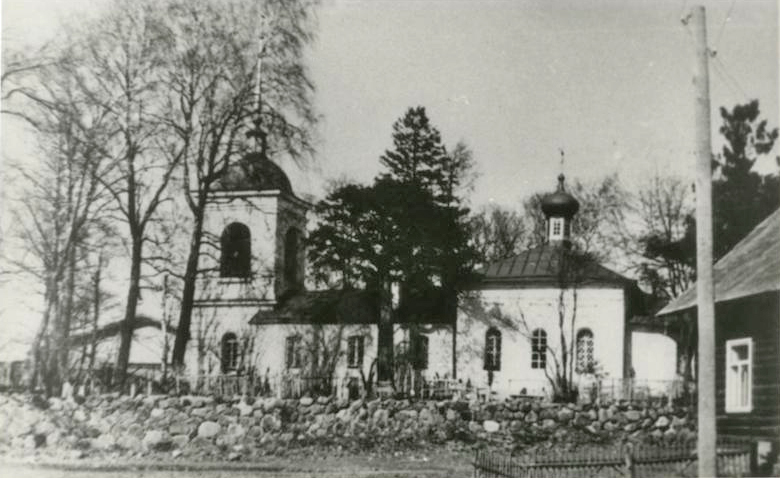
Церковь святой Параскевы Пятницы, 1930-е годы
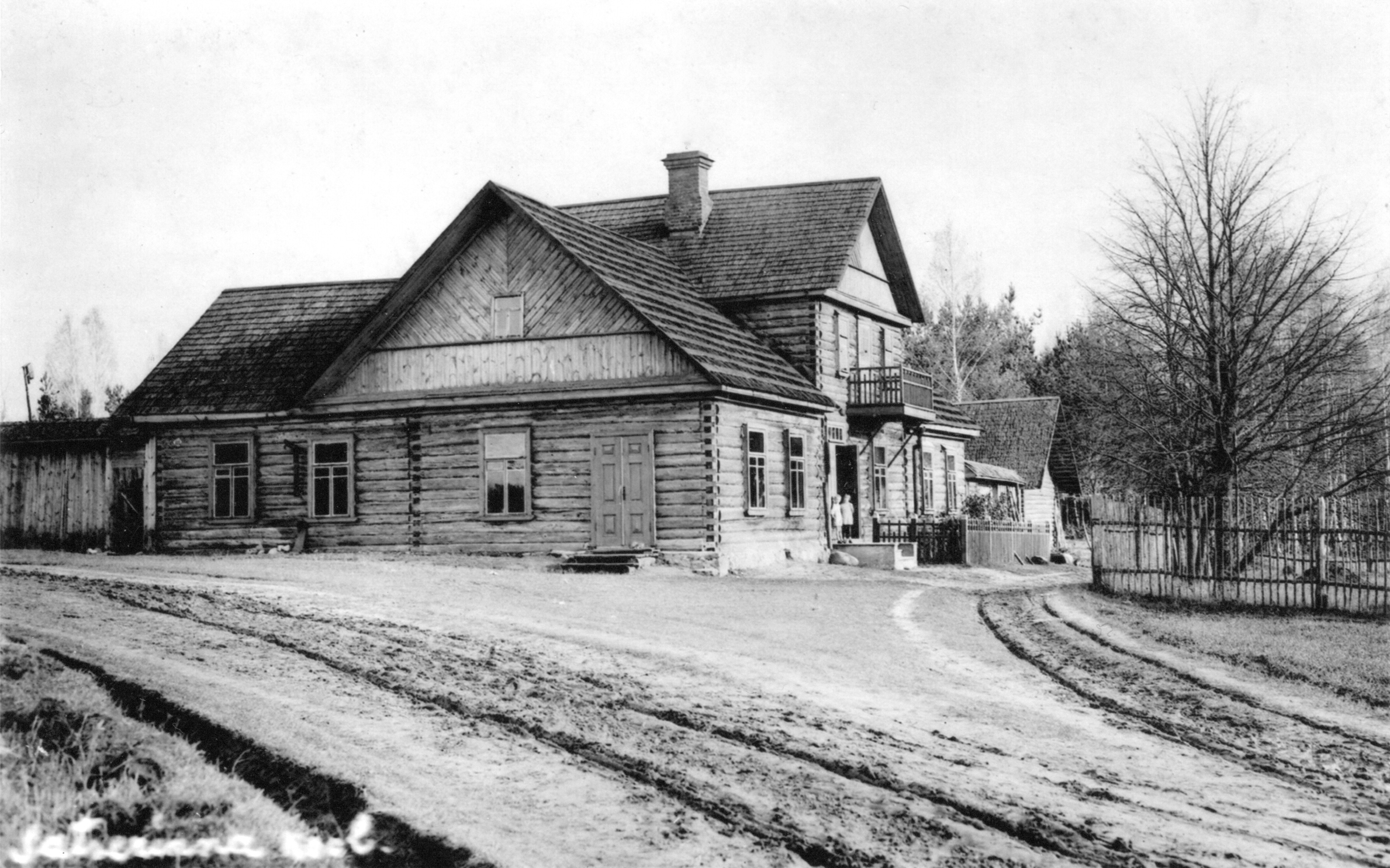
Хутор Подаголье, где работала Саатсериннаская школа (в настоящее время — музей Саатсе)
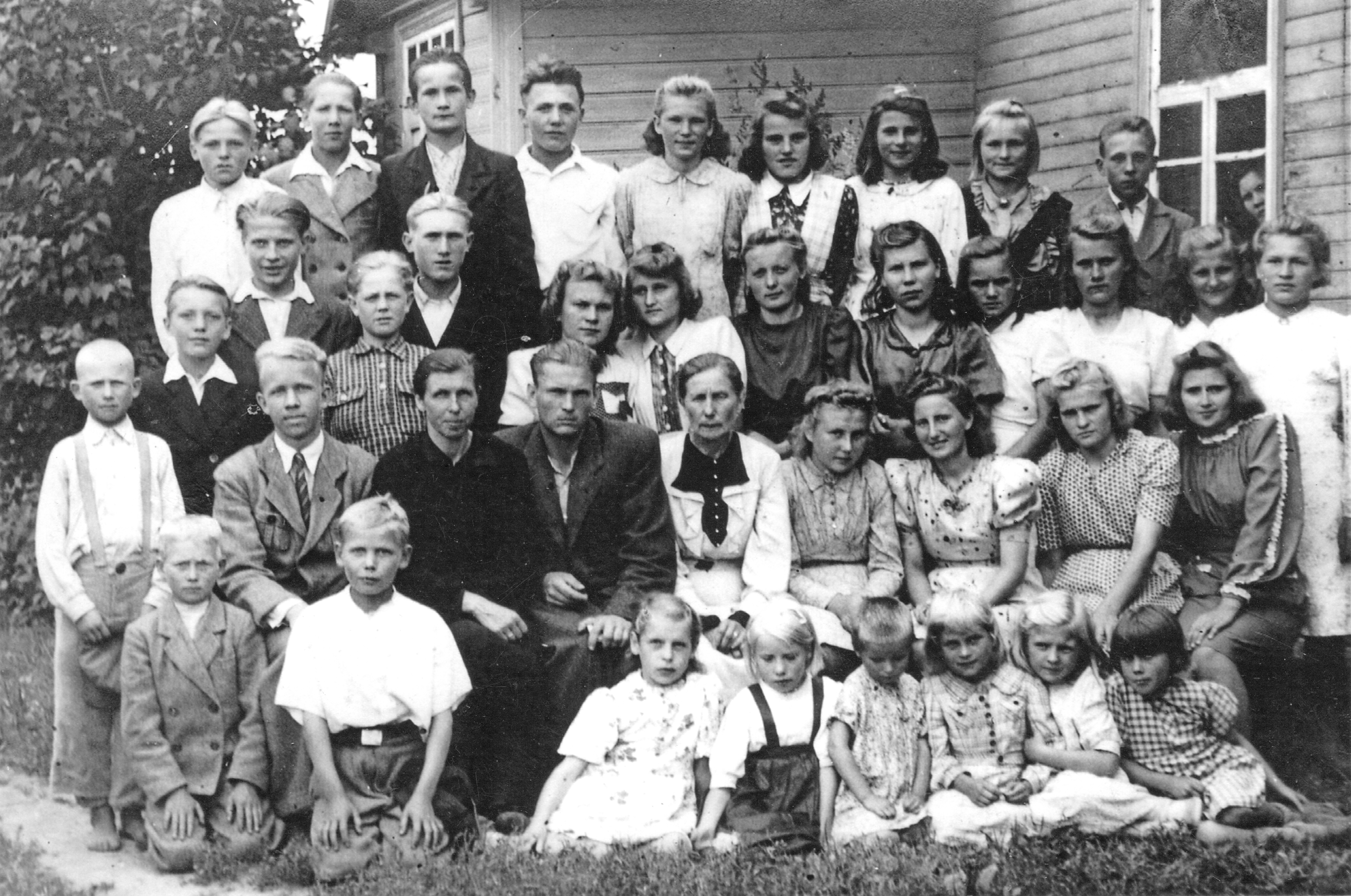
Ученики и учителя Саатсериннаской школы, 1946 год
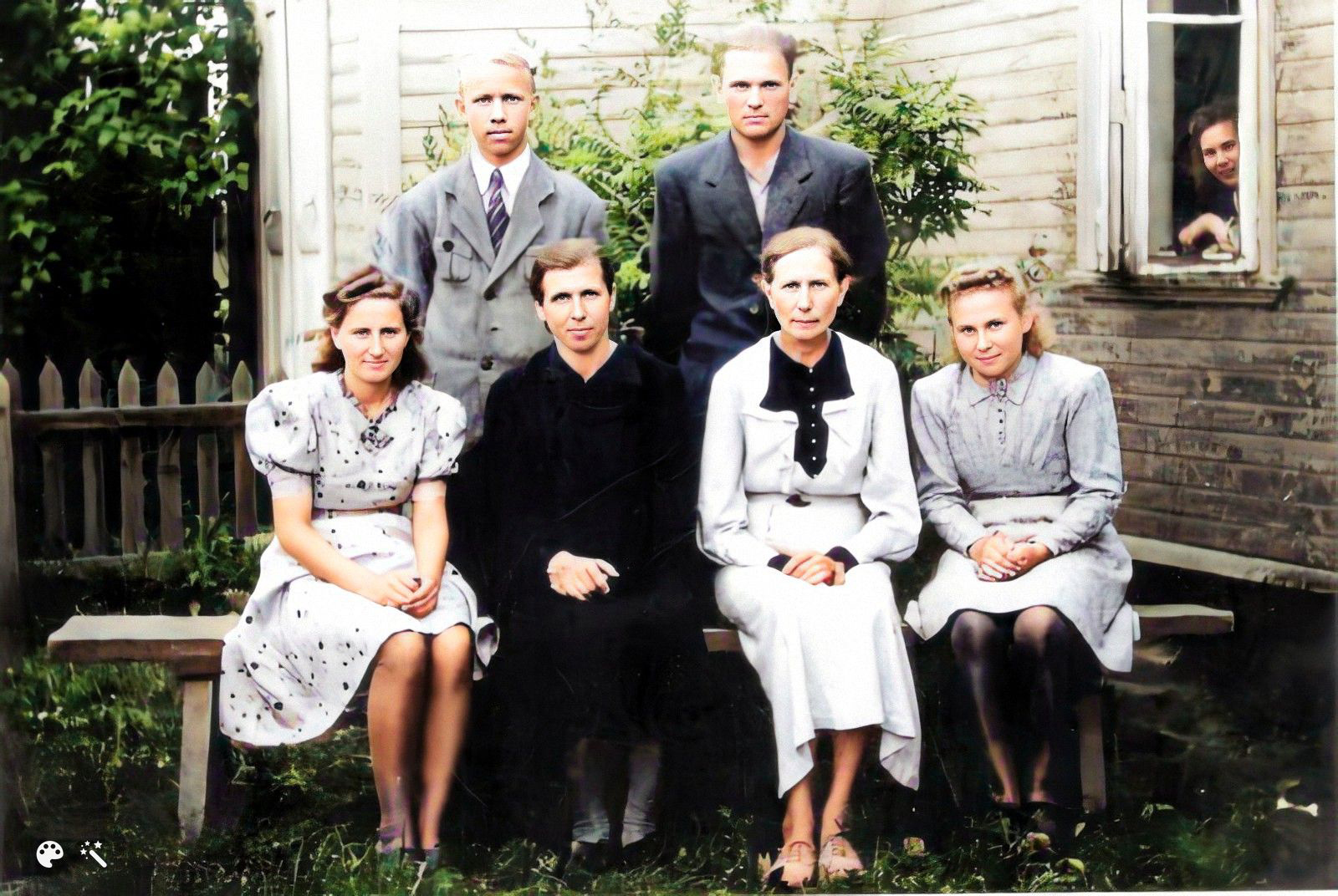
Учителя Саатсериннаской школы, 1946 год

## Комментарии
1. ↑  Эстонские топонимы, оканчивающиеся на -а, не склоняются и не имеют женского рода (исключение — Нарва)[8].